# The Hunchback of Notre Dame (película de 1982)
The Hunchback of Notre Dame es una película de televisión británica-estadounidense de 1982, basada en la novela de Victor Hugo. Dirigida por Michael Tuchner y Alan Hume, y producida por Norman Rosemont y Malcolm J. Christopher, está protagonizada por Anthony Hopkins, Derek Jacobi, Lesley-Anne Down y John Gielgud.

## Sinopsis
Al final de la película Esmeralda sobrevive, reconoce a Cuasimodo la amabilidad hacia ella y lo besa antes de irse con el poeta Gringoire.
La película termina con Cuasimodo suicidandose, sin que la audiencia sepa si Esmeralda se entera de su muerte, o la de su hermano Dantés de Polipiere

## Elenco
- Anthony Hopkins como Quasimodo.
- Derek Jacobi como Claude Frollo.
- David Suchet como Clopin Trouillefou.
- Gerry Sundquist como Pierre Gringoire.
- Tim Pigott-Smith como Philippe.
- John Gielgud como Jacques Charmolue.
- Robert Powell como el capitán Phoebus.
- Lesley-Anne Down como Esmeralda.
- Nigel Hawthorne
- Roland Culver
- Rosalie Crutchley como Simone.
- David Kelly.
- Joseph Blatchley como Albert.
- Dave Hill como Coppenhole.
- Donald Eccles como juez.
- Timothy Bateson como Commerce.
- Jack Klaff como Oficial.
- Timothy Morand como Maurice.
- Martin Carroll como heraldo.
- Hugo de Vernier como un noble.
- Eunice Blalck como un clérigo
- Kenny Baker como carterista.
- Michael Burrell
- Antony Carrick
- John Kidd
- Stanley Lebor como torturador.
- Norman Lumsden
- John Rutland
- Wally Thomas